# Stanisław Nawrocki (historyk)
Stanisław Nawrocki (ur. 2 listopada 1925 we wsi Parzynów, zm. 21 listopada 2000 w Poznaniu) – archiwista i historyk, uczeń prof. Władysława Rusińskiego (1911–1986).

## Wykształcenie
- 1951 – magisterium na Uniwersytecie im. Adama Mickiewicza (promotor: prof. Janusz Pajewski, rozprawa: Udział nauczycieli w wydarzeniach Wiosny Ludów w Wielkopolsce w 1948 r.)
- 1960 – doktorat na Uniwersytecie im. Adama Mickiewicza (promotor: prof. Władysław Rusiński, rozprawa: Rozwój kapitalizmu w rolnictwie Wielkopolski w latach 1793-1865)
- 1967 – habilitacja na Uniwersytecie im. Adama Mickiewicza (rozprawa: Hitlerowska okupacja Wielkopolski w okresie zarządu wojskowego wrzesień-październik 1939)
- 1977 – profesor nadzwyczajny
- 1989[1] – profesor zwyczajny

## Działalność naukowa i zawodowa
W latach 1942–1945 robotnik przymusowy w Trzeciej Rzeszy. W latach 1947–1949 pracownik wydziału finansowego Magistratu Miasta Poznania, w latach 1949–1995 archiwista w Archiwum Państwowym w Poznaniu (od 1958 kierownik Oddziału Informacji i Udostępniania Materiałów Archiwalnych, od 1967 docent, w latach 1973–1974 dyrektor, od 1974 wicedyrektor, od 1977 prof.), w latach 1974–2000 docent kontraktowy i prof. kontraktowy na UAM w Poznaniu – najpierw w Instytucie Bibliotekoznawstwa i Informacji Naukowej (wykłady z zakresu źródeł archiwalnych i źródeł informacji naukowej), a od 1988 w Instytucie Historii (wykłady w ramach specjalizacji archiwistycznej: metodyka pracy archiwalnej, rozwój form kancelaryjnych, dzieje ustroju w Polsce). Równolegle od 1975 wykładowca w Archiwalnym Studium Podyplomowym przy Instytucie Historii i Archiwistyki UMK w Toruniu. Od 1993 z nominacji Senatu UAM kurator Archiwum Uniwersyteckiego.
W 1987 zaproponowano mu objęcie kierownictwa Zakładu Archiwistyki Uniwersytetu Adama Mickiewicza. Odmówił, gdyż musiałby odejść z pracy w Archiwum Państwowym w Poznaniu.
Pochowany został z honorami akademickimi na Cmentarzu Parafialnym w Poznaniu-Naramowicach.

## Życie osobiste
Był najstarszym z czterech synów Władysława Nawrockiego i Agnieszki z domu Noculak. Ojciec prowadził gospodarstwo rolne oraz pracował jako murarz. Stanisław Nawrocki ukończył szkołę powszechną w Parzynowie w 1939. Wkrótce później w kampanii wrześniowej uległo zniszczeniu gospodarstwo jego rodziców. W 1942 podjął pracę w Spółdzielni Rolniczej w Ostrzeszowie, skąd wkrótce został przymusowo wysłany do Niemiec. Przy wyzwalaniu w 1945 Minkowic czerwonoarmiści sprawdziwszy uprzednio dokumenty robotników przymusowych, kazali jemu i Janowi Obiegłemu uciekać w kierunku nasypu kolejowego, sami zaś zaczęli do nich strzelać. Obiegły upadł trafiony. Prof. Nawrocki wspominał to zajście pół wieku później jako ponowne rozpoczęcie życia.
W 1947 zdał maturę w Gimnazjum i Liceum Humanistycznym Ogólnokształcącym w Kępnie. Podczas studiów został zatrudniony jako pomoc biurowa w poznańskim magistracie, skąd odszedł w 1949 do Archiwum Państwowego w Poznaniu.
W 1953 poślubił w Parzynowie Czesławę Annę Tyc (1926–2013), z którą doczekał się dwóch córek: Marii Jolanty i Ewy. Razem zajmowali skromne, jednopokojowe mieszkanie służbowe przy ul. Szewskiej 10 w Poznaniu.

## Kierunki badawcze
Specjalizował się w historii Wielkopolski w XIX i XX wieku, szeroko pojętej archiwistyce i komputeryzacją zbiorów archiwalnych (w 1970 zorganizował przy Naczelnej Dyrekcji Archiwów Państwowych zespół problemowy "Informatyka i archiwa"). Był współautorem lub współedytorem wielu inicjatyw edytorskich (np. nowożytnych inwentarzy mieszczan poznańskich) z zakresu wielkopolskiej regionalistyki i krajowej archiwistyki. We własnych badaniach skupiał się m.in. na zagadnieniach rozwoju przemysłu w Polsce, uwłaszczenia chłopów wielkopolskich i okupacji niemieckiej 1939–1945 w Wielkopolsce (zwłaszcza jej pierwszych miesiącach). Opracował lub zredagował syntezy dziejów kilku wielkopolskich miast. Publikował również teksty z zakresu opieki nad archiwami zakładowymi, czy problemem opracowywania bądź brakowania akt.

## Działalność społeczna
Współtwórca w 1965 i prezes w latach 1972–1993 Oddziału Poznańskiego Stowarzyszenia Archiwistów Polskich, od 1983 do 1999 prezes Towarzystwa Miłośników Miasta Poznania, wieloletni członek: Oddziału Poznańskiego PAN (od 1981 także przewodniczący Komisji Informacji Naukowej na szczeblu centralnym), Instytutu Zachodniego, Poznańskiego Towarzystwa Przyjaciół Nauk, Polskiego Towarzystwa Historycznego oraz Komisji Badania Zbrodni na Narodzie Polskim Instytutu Pamięci Narodowej. Przez ponad 20 lat członek Rady Archiwalnej – organu doradczego Naczelnego Dyrektora Archiwów Państwowych.
Nigdy nie należał do żadnych partii i stronnictw politycznych.

## Odznaczenia
- Krzyż Kawalerski Orderu Odrodzenia Polski
- Złoty Krzyż Zasługi
- Medal Komisji Edukacji Narodowej
- Odznaka Honorowa Miasta Poznania
- Odznaka Honorowa "Za Zasługi dla Archiwistyki"
- Odznaka Honorowa "Za Zasługi dla Województwa Poznańskiego"

## Dorobek
Jest autorem ponad 400 publikacji, w tym książek:
- Materiały do dziejów chłopa wielkopolskiego w drugiej połowie XVIII wieku, tom I-III (Wrocław 1956-1957) (współautor: Janusz Deresiewicz).
- Wielkopolska w świetle źródeł historycznych (Poznań 1958).
- Inwentarze mieszczańskie z lat 1528-1635 z ksiąg miejskich Poznania (Poznań 1961).
- Rozwój kapitalizmu w rolnictwie Wielkopolski w latach 1793-1865 (na przykładzie majątku Lwówek) (Poznań 1962).
- Hitlerowska okupacja Wielkopolski w okresie zarządu wojskowego. Wrzesień-październik 1939 r. (Poznań 1966).
- Ziemia leszczyńska (Poznań 1966) (współautor: Janusz Deresiewicz).
- Powiat ostrzeszowski dawniej i dziś (Poznań 1967).
- Powstanie styczniowe. Materiały i dokumenty. Tom II: Zabór pruski w powstaniu styczniowym (Wrocław-Warszawa-Kraków 1968).
- Ostrzeszów : przeszłość i teraźniejszość (Poznań 1969).
- Życiorysy archiwistów poznańskich (Poznań 1969).
- Policja hitlerowska w tzw. Kraju Warty w latach 1939-1945 (Poznań 1970).
- Zarys historii gospodarstwa wiejskiego w Polsce, tom III (Warszawa 1970).
- Druga wojna światowa 1939-1945. Informator o materiałach źródłowych przechowywanych w archiwach PRL (Warszawa 1972).
- Terror policyjny w "Kraju Warty" (1939-1945) (Poznań 1973).
- Początki władzy ludowej w Wielkopolsce. Materiały źródłowe z wielkopolskich archiwów państwowych (Poznań 1976).
- Dzieje Kępna (Poznań 1978; wyd. II uzupełnione, Kalisz 1982).
- Zasady opracowywania zbiorów prywatnych (Poznań 1978).
- Ziemia wrzesińska. Przeszłość i teraźniejszość (Warszawa-Poznań 1978) (redaktor: J. Deresiewicz).
- Tezaurus archiwistyki (Warszawa 1984).
- Komputer w służbie archiwalnej (Warszawa 1985).
- Wojskowe aspekty Powstania Wielkopolskiego 1918-1919. Wybór materiałów źródłowych  (Poznań 1985).
- Dzieje Swarzędza (Poznań 1988).
- Dzieje Kobylej Góry (Poznań 1989).
- Rzemiosło średzkie w okresie od 1793 do 1918 roku (Środa Wielkopolska 1989).
- Dzieje Ostrzeszowa (Poznań 1990).
- Dzieje Środy Wielkopolskiej i jej regionu (Poznań 1990).
- Deutsche und Polen in der Revolution 1848-1849 (Boppard am Rhein 1991).
- Metodyka pracy archiwalnej (Poznań 1992, wyd. II, Poznań 1995, wyd. III, Poznań 1998, wyd. IV, Poznań 2002, wyd. V, Poznań 2004).
- Dzień powszedni mieszkańców Poznania w latach wojny i okupacji (wrzesień 1939 – maj 1945) (Poznań 1995).
- Archiwistyka i regionalizm (Poznań 1995).
- Praca przymusowa Polaków w Trzeciej Rzeszy w latach 1939-1945 (Poznań 1995).
- Urząd wojewody w Poznaniu. Od X wieku do współczesności (Poznań 1997) (współautorzy: Zbigniew Dworecki, Dariusz Matelski, Wojciech Radomski), ISBN 83-85811-48-6
- Rozwój form kancelaryjnych na ziemiach polskich od średniowiecza do końca XX wieku (Poznań 1998).
- Dzieje wsi Parzynów w powiecie ostrzeszowskim (Poznań 2005).